# Opération Krause
Seconde Guerre mondiale
Batailles
- Invasion de l'Albanie
- Guerre italo-grecque
- Invasion de la Yougoslavie
- Opération Châtiment
- Bataille de Grèce
- Opération Abstention
- Bataille de Crète
- Campagne de la mer Noire

Les opérations Krause I et Krause II sont des opérations anti-partisans en Croatie qui eurent lieu du 2 au 6 février 1943.

## But de l'opération
L'opération Krause I était la partie destinée à dégager la ligne de chemin de fer Nova Gradiška – Okučani, en engageant les troupes de partisans puis dans la seconde partie, l'opération Krause II, était destinée a déporter vers les camps de concentration croates les prisonniers et leurs sympathisants.

## Forces en présence
Forces de l'Axe
 Reich allemand
- 2e bataillon du 741e régiment de grenadier de la 714e division d'infanterie

 État indépendant de Croatie
- 2e bataillon du 4e régiment d'infanterie
- 5e bataillon du 5e régiment d'infanterie
- 2e bataillon d'assaut

2e bataillon de recrutement
- Bataillon de remplacement de l'Einsatzstaffel der D.M

Résistance
 Partisans
- 4e division (NOVJ)

## L'opération
Il n'y a aucune information trouvée sur cette opération dans les archives militaires allemandes ou dans la littérature yougoslave d'après-guerre en dehors de l'ordre des opérations. Il a été soit annulé, soit aucun contact n'a été établi avec l'ennemi.